# Leucanopsis hadenoides
Leucanopsis hadenoides är en fjärilsart som beskrevs av Rothschild 1909. Leucanopsis hadenoides ingår i släktet Leucanopsis och familjen björnspinnare. Inga underarter finns listade i Catalogue of Life.